# Lovumba
«Lovumba» es el primer sencillo oficial que se desprende del álbum Prestige del cantante de reguetón puertorriqueño Daddy Yankee. El estreno del sencillo de dicha canción se dio el 4 de octubre de 2011, en el sitio itunes. El sencillo logró tal aceptación que logró posicionarse en la posición #23 del Bubbling Under Hot 100 Singles.

Lovumba es la definición de love (amor) y rumba. Es la manera de expresar el  amor a través de la música. La combinación del amor, la música y el baile siempre crean momentos memorables en la vida.
Daddy Yankee

## Video
El video oficial fue grabado en Puerto Rico en diciembre del 2011 y fue dirigido por Carlos Martin.
El estreno fue el 11 de enero de 2012.

## Remixes
1. Lovumba (Official Remix) (Ft. Don Omar)
2. Lovumba (Official Club Remix)
3. Lovumba (Official Electro Remix) (Ft. Big Ali)
4. Lovumba (Dil-Rumba) (Hindi Version) (Ft. Ad Boyz)

## CD sencillo
El sencillo en CD va a ser lanzado luego del estreno de Lovumba en Portugués que está previsto para septiembre. Hasta ahora la lista de canciones esta así:

| N.º | Título                                              | Duración |  |
| 1.  | «Lovumba»                                           | 3:37     |  |
| 2.  | «Lovumba» (Remix) (Featuring Don Omar)              | 3:31     |  |
| 3.  | «Lovumba» (A capela)                                | 3:37     |  |
| 4.  | «Lovumba» (Instrumental)                            | 3:36     |  |
| 5.  | «Lovumba» (Club Remix) (con Motif)                  | 3:51     |  |
| 6.  | «Lovumba» (Elements mix)                            | 3:20     |  |
| 7.  | «Lovumba» (Juan Magán Remix) (con Big Alí)          | 3:31     |  |
| 8.  | «Lovumba» (Hindi Versión) (Dil-Rumba) (con Ad Boyz) | 3:58     |  |
| 9.  | «Lovumba» (Samba Remix) (Prod. By Nan2)             | 3:48     |  |
| 10. | «Lovumba» (Lombardo Remix)                          | 1:59     |  |

## Posiciones
| País           | Lista                           | Mejor posición |
| -------------- | ------------------------------- | -------------- |
| España         | PROMUSICAE                      | 33             |
| Estados Unidos | U.S Billboard Latín Pop Airplay | 1              |
| Estados Unidos | U.S Billboard Latín Songs       | 1              |
| Suiza          | Schweizer Hitparade             | 56             |